# Профессиональное движение
«Профессиональное движение» — советский журнал о профсоюзном движении, выходивший с 1921 года по 1931 год в Новосибирске. 
Представитель всесибирских комитетов отраслевых союзов. Издавался Новониколаевским губпрофсоветом, Сибпромбюро ВСНХ и др.

## История
Впервые периодическое издание вышло 5 сентября 1921 года и вплоть до № 5 (13) за апрель 1922 года представляло собой четырёхстраничную газету, которая уже в июне этого года, начиная с № 6 (14), была преобразована в ежемесячный журнал.
В 1922—1923 годах «Профессиональное движение» оставалось ежемесячником, но с середины 1924 года перешло на еженедельный выпуск, в результате чего за этот год было издано 28 номеров. В свою очередь, прежний формат в 1/16 п. л. увеличился до 1/8 п.л. С 1925 по 1928 год периодичность колебалась с 44 до 48 номеров за год, в 1929–1930 годах — 25—30 номеров, а с 1930 года — три раза в месяц.
В апреле 1931 года вышел последний девятый номер, в котором сообщалось, что Западно-Сибирский краевой совет профсоюзов в соответствии с решением V пленума ВЦСПС о реорганизации профсоюзной печати преобразовал своё периодическое издание в массовую газету рабочих — «Трибуну ударника», выпуск которой начался 10 апреля 1931 года.
В 1933 году журнал был воссоздан, получив новое название — «Профработник».

## Содержание
Содержание состояло из аналитических, инструктивных, директивных материалов по профсоюзной деятельности, статей руководства и активных сотрудников профсоюзов Сибири. Уделялось внимание отзывам и хронике с мест.

## Сотрудники

### Авторы публикаций
С 1922 года по 1931 год в журнале выходили статьи всех председателей Сибирского бюро, Сибирского (с 1925 года) и Западно-Сибирского (с 1930 года) краевых советов ВЦСПС — Ю. Фигатнера,  Л. И. Гинзбурга, В. Ф. Шаранговича и Г. Кроловецкого.
В первом составе журнала (1922–1924 годы) часто публиковались Д. Шапиро, С. Красовицкий, Б. Лившиц, М. Рудаков, А. Тамарин, В. Лосьев, Л. Стриковский, В. Исаев, А. Гиршликович (на тему рабочей кооперации); активно в этот период печатались и заведующие отделами Сиббюро ВЦСПС: А. Мельников, А. Эйхлер, И. Булатников.
Нередко на страницах издания появлялись работы его редакторов: заведующего отделом Сиббюро ВЦСПС Я. Кроника (1924—1925 годы); Б. Е. Горнштейна (1925—1926 годы); Б. Редкина (1927—1928 годы), который параллельно занимал должность ответственного секретаря краевого совета профсоюзов; И. Бойкова (1929—1930 годы); председательствовал в краевом совете Общества безбожников); В. Петровского (1930—1931 годы).
Впоследствии коллектив постоянных авторов сильно изменился и в 1925—1927 годах пополнился такими журналистами как С. Тупицын, М.  Потехин, А. Поволоцкий, М. Песочин, Л.  Лоскутов, А. Гай, А. Шувалов (проводил юрисконсультские беседы),  Я.  Кохн,  Г. Гранитный, Е. Камский, А. Декапольский, М.  Мальцев, А. Ким (Кимов), Э. Прилуцкий, А. Осипов, Н. Осипенко, Г. Левин, В. Шарапов, В. Паренговский, Е. Оленич, Б. Литвин, М. Башкиров, Г. Прокофьев, М. Броднев, Д. Казачихин, В. Низовой, Г. Кузбасов, Т. Моисеева, Ш. Лизин, В. Скворцова, П. Юрзин, Я. Кац (заведующий статотделом крайсовета профсоюзов и автор работ по трудовой статистике), Г. Полосин, А. Масс, Б. Арефьев. Из старой команды остались лишь А. Мельников, А. Тамарин и В. Исаев.
Свои статьи в журнал писали инженеры А. И. Петров (техника безопасности, профессиональная гигиена, охрана труда) и Г. Малкин (экономика и развитие советской промышленности), зампред Сибпромбюро ВСНХ Н. Терехов и председатель краевого Совнархоза В. С. Корнев. В 1922—1928 годах одним из наиболее плодотворных авторов был В. И. Шемелев, историк профсоюзов Сибири, публиковавший вместе с В. Лялиным и Т. Ефимовым в большом количестве собственные статьи и материалы из собрания краевого Истпрофа (комиссии по истории движения профсоюзов). С 1925 года с журналом начал сотрудничать писатель и рабочий-журналист В. И. Мрачковский.
Статьями о продвижении спорта и физкультуры занимался Е. Стратиевский. В 1927 году был введён раздел «Шашки», руководителем которого стал П. А. Слезкин, мастер спорта СССР по шашкам. Позднее популярным у читателей разделом «Шахматы и шашки» занимались Н. Н. Степанов, Н. С. Миклашевский, И. М. Карпов.
В том же 1927 году журнал создал рубрику «Фельетон», в котором печатались работы Е. Бутаковой, опытной журналистки, работавшей в дореволюционный период (1909—1913 годы) в иркутских социалистических газетах «Восточная заря» и «Голос Сибири». В 1927 году, помимо Е. Бутаковой, которая продолжала работать в «Профессиональном движении» вплоть до его закрытия, на страницах издания также начали публиковаться фельетонисты Р. Лобанов и А. Кручина.
С 1929 года по 1931 год основное авторское ядро осталось практически неизменным. По-прежнему печатались Ш. Лизин, Б.  Арефьев, А. Масс, Г.  Полосин,  А.  Ким (Кимов),  В.  Низовой, Б. Редкин, М. Броднев, Б. Е. Горнштейн, В. И. Мрачковский, Е. Стратиевский. Н. Осипенко. Тем не менее в журнале часто стали появляться публикации новых авторов: А. Н. Панина, Н. Бахмутского, В. Петляковского, Н. Губина, Н. Плотникова, В. Артюхина, В. Сарабьянова,
А. Адамовича, Д. Кона, И. Маймина, С. А. Ескина, И. Харитонова, М. Неймарка, В. Пегина, М. Шиффреса, Г. Вараксина (заведующего сектором кадров крайсовета профсоюзов), Л. Брука (статьи по соцстрахованию), В. Ф. Исакова (писал очерки), П. Никитина, П. Весенина, П. Павлова (заместителя главреда), А. Ворошило, П. Смирнова (заведующего культурным сектором крайсовета профсоюзов), В. Рыбакова.

### Художники
В коллективе издания работали собственные художники, писавшие карикатуры, часть из которых сопровождалась стихотворными текстами.
С 1929 года по 1931 год при оформлении обложек журнала использовались оригинальные работы художников секции ИЗО Новосибирского пролеткульта.

## Рубрики
Характер рубрикации эволюционировал сообразно происходившим в стране переменам: если в 1922—1924 годах в ней преобладали разделы «По России», «Статьи», «Международное рабочее движение», «Официальный отдел», «По Сибири», «В Сиббюро ВЦСПС», «Красное шефство профсоюзов»  (подразумевалось шефство города над селом), «Истпроф» (с № 9, 1922 год), «Библиография», то уже к 1925 году их вытеснили «Работа в деревне», «Наше хозяйство», «Хроника труда», «Наша трибуна», «На местах», «Союзная жизнь», «Листок статистики», «На советском рубеже», «Культработа», «Страничка истории профдвижения», «Вопросы и ответы»; из старых же рубрик уцелел лишь «Официальный отдел»; кроме того, появились многочисленные лозунги, жирным шрифтом пролегавшие поперёк через всю страницу.
В 1927—1928 годах прежние отделы частично исчезли, уступив место новым; на данный период рубрикацию составляли «Законы о труде», «Вопросы труда», «Хроника», «По союзам», «По стенным газетам», «На массовой работе», «Беседы по физкультуре», «Наши беседы», «В Сибкрайсовпрофе», «За учебу», «Беседы юрисконсульта», «Шахматы и шашки», «Наши съезды», «Почтовый ящик»  (вопросы и ответы). Появились и постоянные рубрики заметных профессиональных союзов: «В союзе совторгслужащих. Отдел Сибирского краевого правления совторгслужащих», «В союзе горнорабочих. Отдел Сибирского краевого комитета Союза горнорабочих», «В союзе сельхозрабочих. Отдел Сибирского правления сельхозрабочих» и др. При этом у каждой из этих страниц профсоюзов была своя нумерация.
В 1929—1931 годах журнал заполнили рубрики «Охрана труда», «К смотру производственных совещаний», «Трудовая дисциплина», «Обмен опытом», «Новое в трудовом законодательстве», «Колдоговорная кампания», «Производство», «Книжная полка профработника», «Обо всем», «Лицом к производству», «В порядке обсуждения», «Блокнот профактивиста», «Страница безбожника», «Работа инженерно-технических секций», «В Запсибкрайсоюзе», «Социалистическое соревнование», «На фронте соцсоревнования», «Вопросы пятилетки», «В президиуме крайсовпрофа», «Рабочее снабжение», «Предвыборная кампания советов», «Профсоюзы на помощь финансовому фронту», «Переписка с рабкорами», «На посевном фронте», «Подготовка кадров», «В помощь профактивисту», «На сельскохозяйственном фронте» (решением ВЦСПС профсоюзы в начале 1930-х годах стали участниками всех посевных и хлебозаготовительных кампаний), «Ответы нашего юриста». Более разнообразной стала и критическая часть, где, кроме отдела «Фельетон», были организованы другие критические рубрики: «Оппортунизм профсоюзов — в действии» и «Галерея вредителей социалистического строительства».

## Тираж
За весь период существования журнала его тираж отличался сравнительной стабильностью: в 1922—1924 годах этот показатель составлял 2 000 экземпляров, в 1925—1928 годах он варьировался между 2 300 и 3 000, а в 1929 году уменьшился до 1 800 — 2 000 единиц. К 1931 году издание вернулось к первоначальному тиражу в 2 000 штук. Выпуск некоторых номеров достигал 4 000 экземпляров.